# Neuville-sur-Margival
 Neuville-sur-Margival  là một xã ở tỉnh Aisne, vùng Hauts-de-France thuộc miền bắc nước Pháp.